# Julio Cortázar
Julio Cortázar, ursprungligen Jules Florencio Cortázar, född 26 augusti 1914 i Bryssel, Belgien, död 12 februari 1984 i Paris, Frankrike, var en argentinsk författare, essäist och översättare. Cortazár tillhör den generation latinamerikanska författare som slog igenom på 1960-talet och som kom att kallas el boom (dit hör även Mario Vargas Llosa, Gabriel García Márquez, Carlos Fuentes med flera). 

## Biografi

### Ungdomsåren

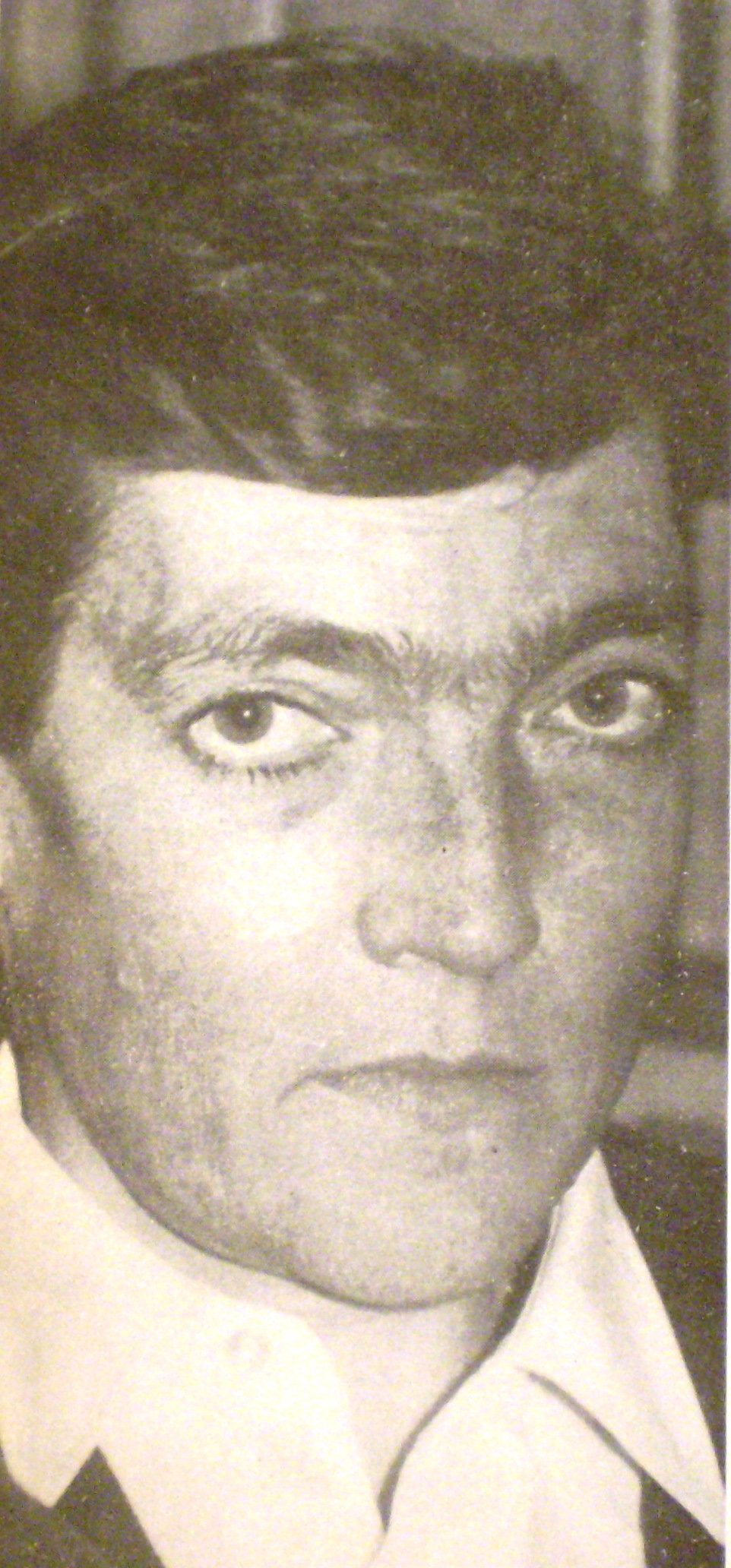
En ung Julio Cortázar.

Julio Cortázar föddes i Belgien som son till Julio José Cortázar, handelsattaché vid Argentinas ambassad, och María Herminia Descotte. Belgien var vid denna tid ockuperat av Tyskland. Tack vare att Julio José Cortázars farmor hade varit tysk medborgare lyckades familjen mot slutet av första världskriget ta sig till Schweiz, och därifrån vidare till Barcelona. 1918 återvände de till Argentina och slog sig ned i stadsdelen Banfield i Buenos Aires. Kort därefter skildes föräldrarna. Cortázar växte därefter upp tillsammans med sin mor, sin ett år yngre syster Ofelia och en moster.
Som barn var Cortázar sjuklig. Han tillbringade mycket tid till sängs, där böcker var hans enda sällskap. Hans mor valde ut de böcker hon tyckte var lämpliga för sonen, bland annat Jules Verne, som kom att bli en stor inspirationskälla för den blivande författaren. Han sa senare: "Min mor säger att jag började skriva vid åtta års ålder, en roman som hon svartsjukt bevarar trots mina desperata försök att bränna den."

### Debut och Exil
1935 tog Julio Cortázar lärarexamen och började sedan studera filosofi vid Buenos Aires universitet. Han övergav studierna av ekonomiska orsaker och började istället arbeta som lärare i småstäder i provinsen Buenos Aires för att hjälpa sin mor. 1945 begärde han dock avsked sedan Juan Domingo Perón vunnit presidentvalet; Cortázar föredrog att gå frivilligt, framför att tvingas att lämna sin tjänst. Samma år debuterade han som författare med La otra orilla. Han försörjde sig några år som översättare från franska och engelska, samtidigt som han skrev och försökte ge ut fler böcker, men han fick ett ganska svalt mottagande av både kritiker och förlag. 1951 kom Bestiario, "som förebådar (även om få förstod det vid den tiden), och som de följande [böckerna] visar, det växande och förunderliga herravälde över språket han skulle komma att uppnå."  Novellsamlingen blev inte speciellt uppmärksammad av kritikerkåren men kunde ändå betraktas som något av ett genombrott. I denna tidiga fas av författarskapet var Cortázar mycket inspirerad av landsmännen Jorge Luis Borges och Macedonio Fernández, främst i användandet av påhittade världar och alternativa fiktioner. Man kan också spåra en influens av John Keats poetiska bildvärld, som Cortázar beundrade mycket. 
En växande motvilja mot Juan Peróns styre fick Julio Cortázar att gå i självvald exil 1951. Han reste till Paris med hjälp av ett stipendium från den franska regeringen och bosatte sig sedermera där, med undantag för några kortare perioder, fram till sin död. Han behöll sitt argentinska medborgarskap fram till 1981, då han avsade sig detta i protest mot militärdiktaturen i Argentina och blev fransk medborgare. 
Cortázar fick i Paris snart en tjänst vid Unesco som översättare, en erfarenhet som satte litterära spår, till exempel i form av den humoristiska novellen "Los crocodilos de Auvergne" (i samlingen Último round, 1969). Han översatte samtidigt några litterära verk av Edgar Allan Poe och Daniel Defoe till spanska. I Paris kom Cortázar också i kontakt med det europeiska litterära avantgardet och blev inspirerad av existentialismen. Vid den tiden inledde han sin mest produktiva period.
I Paris gifte han sig 1953 med argentinskan Aurora Bernárdez (som efter hans död skötte rättigheterna till hans verk). De skildes 1967 då han istället inledde ett förhållande med den litauiska förläggaren Ugnė Karvelis. De levde tillsammans till 1978. 1977 träffade han amerikansk-kanadensiskan Carol Dunlop och de gifte sig 1981 och höll ihop fram till hennes död 1982. Paret reste flitigt, både tillsammans och var för sig. Resorna med Carol Dunlop inspirerade till Cortázars sista bok, Autonautas de la cosmopista (1983).
Julio Cortazár ligger begravd, tillsammans med hustrun Carol Dunlop, på Montparnassekyrkogården i Paris.

## Författarskap
Julio Cortazár är kanske mest känd som novellist, där surrealistiska, absurda och ibland skrämmande element smyger sig in i vardagen. Till hans främsta novellsamlingar hör Bestiario (1951), Final del Juego (1956; på svenska Slut på leken, 1969), och Todos los fuegos el fuego (1966). Hans noveller har ofta översatts och publicerats i olika urval, bland annat samlades noveller från flera olika böcker på engelska under namnet Blow-up and Other Stories (1967). Titeln refererar till Michelangelo Antonionis film Blow-up från 1966, med bl.a. Vanessa Redgrave, David Hemmings och Jane Birkin i rollerna. Manuset till filmen skrevs utifrån Cortázars novell "Las babas del diablo" ("Djävulens drägel"), ursprungligen publicerad i Las armas secretas från 1959. 
Julio Cortázars mest kända roman, Rayuela (på svenska Hoppa hage, 1989), publicerades 1963. Boken har en episodisk struktur, bestående av 155 kapitel indelade i tre delar; "Från den där sidan" (kapitel 1–36), "Från den här sidan" (kapitel 37–56) och "Från olika sidor" (kapitel 57–155). Dessa kan läsas i vilken ordning som helst: från början till slut, genom att följa "instruktionerna" i början av boken, eller genom att på egen hand "hoppa hage" genom boken. På detta sätt förvandlas läsaren till medskapande av historien, som förändras beroende på den väg man väljer att följa.  Romanen är starkt influerad av kollageteknik, jazzmusik och improvisation, men även zenbuddhism: den ursprungliga titeln Cortázar tänkte sig var "Mandala".
Medan Cortázar skrev kapitel 62 av Rayuela fick han även inspiration till sin mest experimentella roman, 62/Modelo para armar (1968), där berättarstrukturen helt saknas. Romanen är skriven utan begränsningar i tid och rum, och består av narrativa segment som läsaren kan foga ihop efter eget tycke.
Förutom romaner och noveller skrev Cortázar poesi och prosadikter, bland annat samlingarna Historias de cronopios y de famas (1962; på svenska Kronoper & famer, 1992), och Pameos y meopas (1971). Han har också skrivit texter till ett antal tangosånger.